# Gnophos shantungensis
Gnophos shantungensis är en fjärilsart som beskrevs av Eugen Wehrli 1953. Gnophos shantungensis ingår i släktet Gnophos och familjen mätare. Inga underarter finns listade i Catalogue of Life.